# ميخائيلو إيشتشينكو
ميخائيلو إيشتشينكو (بالأوكرانية: Іщенко Михайло Олексійович) مواليد 19 مايو 1950، هو لاعب كرة يد أوكراني سابق. شارك في دورة الألعاب الأولمبية الصيفية سنة 1972.

## الميداليات
| الميدالية | المسابقة                           |
| --------- | ---------------------------------- |
| ذهبية     | الألعاب الأولمبية الصيفية 1976     |
| فضية      | الألعاب الأولمبية الصيفية 1980     |
| فضية      | بطولة العالم لكرة اليد للرجال 1978 |
| ذهبية     | بطولة العالم لكرة اليد للرجال 1982 |

## روابط خارجية
- ميخائيلو إيشتشينكو على موقع أوليمبيديا (الإنجليزية)